# Mezinárodní den mateřského jazyka

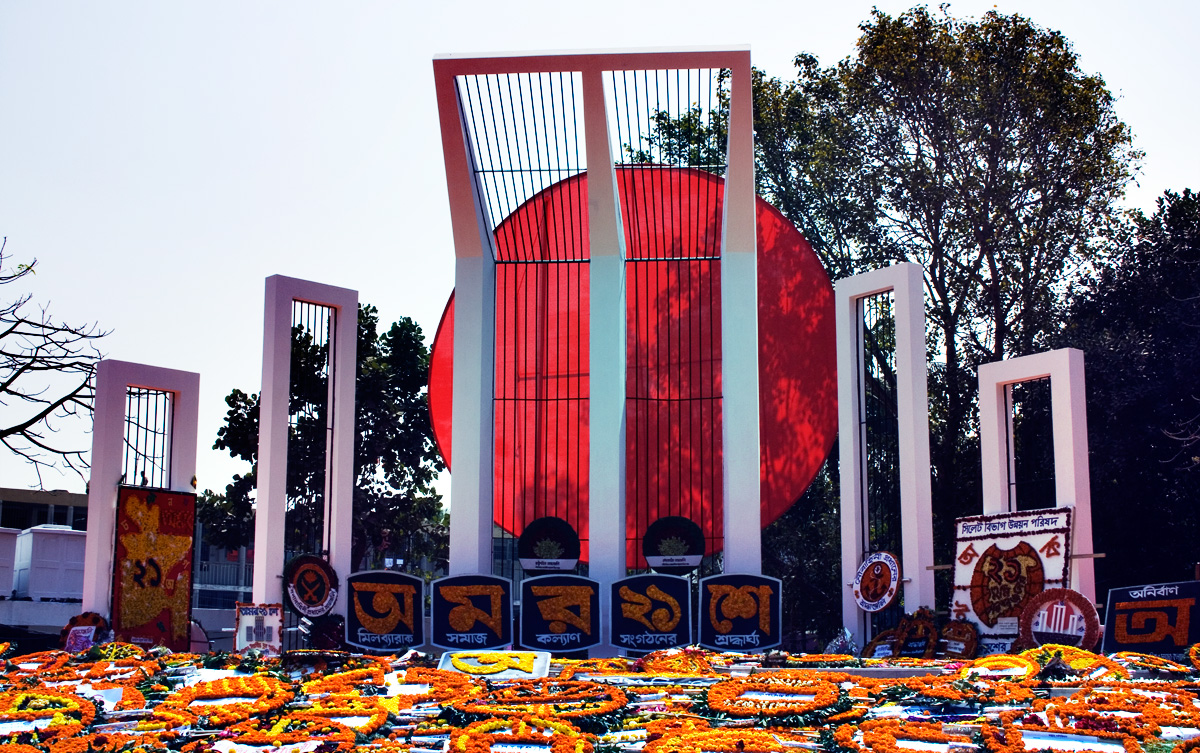
Pomník Šahíd Minar na místě masakru v Dháce

Mezinárodní den mateřského jazyka (též Mezinárodní den mateřských jazyků; anglicky International Mother Language Day) je svátek, který připadá na 21. únor. Zavedla ho UNESCO v roce 1999 jako připomínku toho, že na světě existuje něco mezi šesti a sedmi tisíci jazyky, z nichž více než polovina je ohrožena zánikem, k němuž může dojít do konce 21. století. Mateřský jazyk je důležitou součástí identity každého člověka a diverzita jazyků představuje kulturní dědictví lidstva, o jehož zachování je nutno pečovat. Každoročně se proto 21. února pořádá po celém světě množství kulturních a vzdělávacích akcí, které mají prohlubovat vztah k jazyku. Valné shromáždění OSN vyhlásilo rok 2008 Mezinárodním rokem jazyků a přijalo rezoluci A/RES/61/266, vyzývající vlády k péči o zachování menšinových jazyků.
Datum bylo vybráno na návrh Bangladéše, kde je významným dnem na paměť události z 21. února 1952, kdy se v Dháce konala velká studentská demonstrace požadující, aby byla v Dominiu Pákistán zrovnoprávněna bengálština s urdštinou. Pákistánské ozbrojené síly protesty brutálně potlačily a zabily desítky lidí (přesný počet není znám). Jako reakce vzniklo Bengálské jazykové hnutí, jehož aktivity vedly k vyhlášení nezávislosti země v roce 1971.